# Campylopterus villaviscensio
El colibrí del Napo, ala-de-sable del Napo (en Perú y Colombia) o  alasable del Napo (en Ecuador) (Campylopterus villaviscensio) es una especie de ave apodiforme de la familia Trochilidae —los colibríes— perteneciente al género  Campylopterus. Es nativo de regiones subandinas del noroeste de América del Sur.

## Distribución y hábitat
Se distribuye a lo largo de la vertiente oriental de los Andes desde el sur de Colombia (Nariño), por el este de Ecuador hasta el noreste de Perú (hasta San Martín).
Esta especie es considerada común apenas localmente en sus hábitats naturales: los bosques montanos húmedos entre 1000 y 1800 m de altitud, hasta los 780 m en Nariño. Forrajea en estratos bajos a medios.

## Sistemática

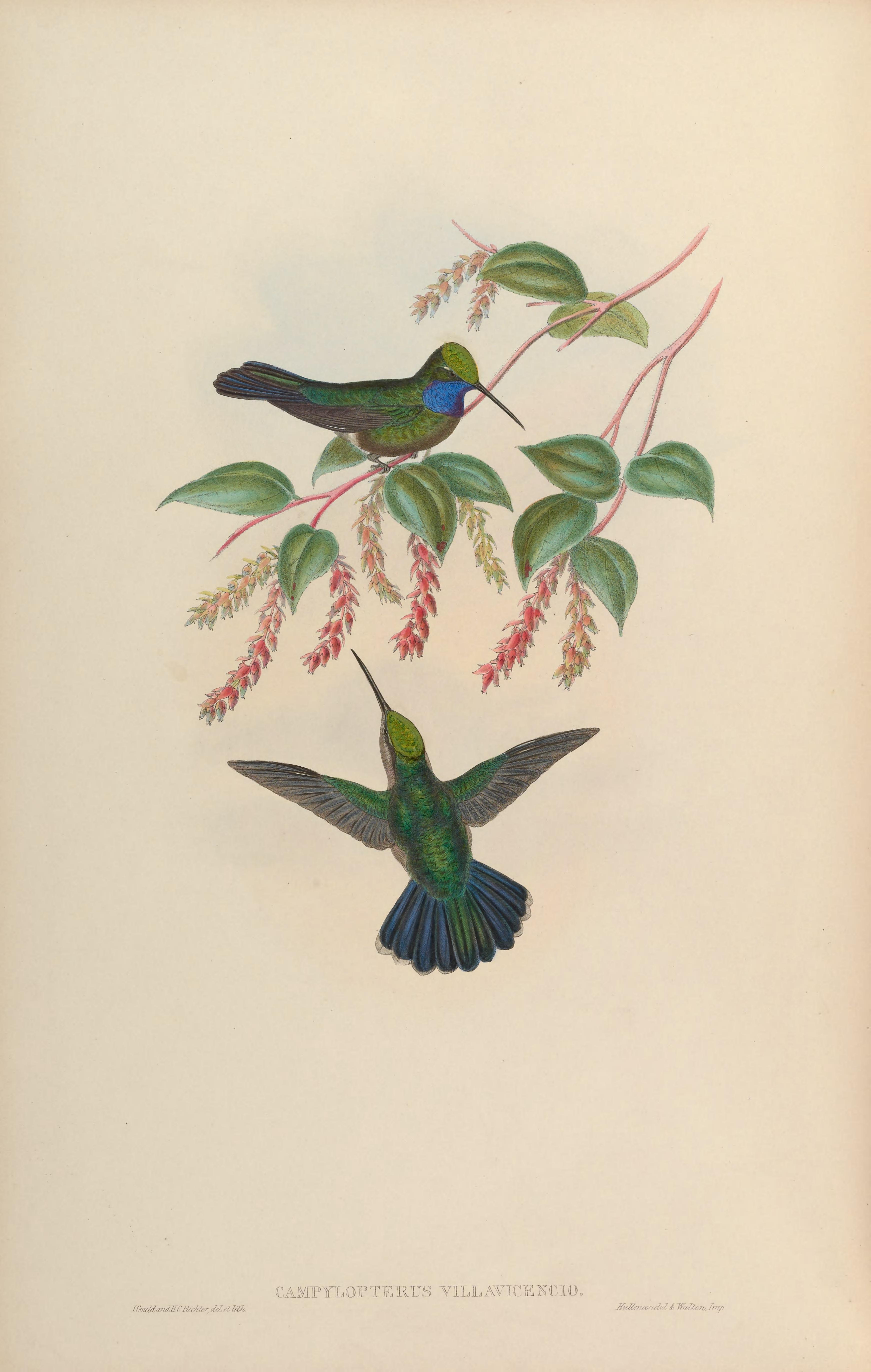
Campylopterus villaviscensio, ilustración de Gould y Richter en A monograph of the Trochilidae, or family of humming-birds 2, 1861.

### Descripción original
La especie C. villaviscensio fue descrita por primera vez por el ornitólogo francés Jules Bourcier en 1851 bajo el nombre científico Trochilus villaviscensio; su localidad tipo es: «Napo, Ecuador».

### Etimología
El nombre genérico masculino «Campylopterus» se compone de las palabras del griego «kampulos» que significa ‘curvado, curvo’ y «pteros» que significa ‘de alas’; y el nombre de la especie «villaviscensio» conmemora al geógrafo, botánico y explorador ecuatoriano Manuel Villavicencio Montúfar (1822-1871) .

### Taxonomía
Es monotípica.